# 中世料理

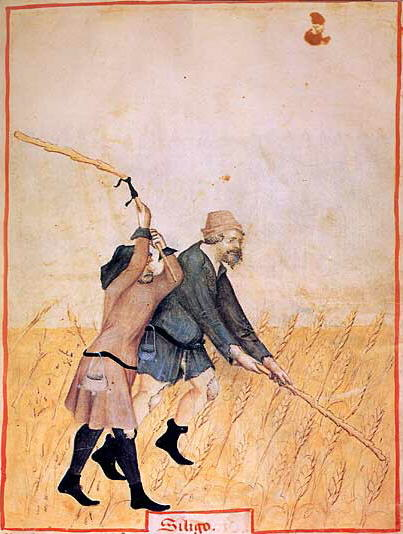
農夫が小麦の一種シリゴ（siligo）を刈り入れする様子。『健康全書』、15世紀

中世料理（ちゅうせいりょうり）は、およそ5世紀から16世紀の中世ヨーロッパの多様な文化における食品・食習慣、調理法。この時期に食生活と調理法はヨーロッパ各地で変化し、近代ヨーロッパ料理の基礎をなした。

## 概説
中世初期にパンのほかポリッジやパスタなど穀物の加工食品が階層を問わず主食となった。野菜は穀類主体の食事の中で栄養を補う意味で重要だった。食肉は穀物や野菜より高価だったため高級品で、貴族の方が多く口にしていた。よく使われる肉は豚と鶏であり、牧畜に投資が必要な牛肉は一般的ではなかった。北方民族の間ではタイセイヨウダラやタイセイヨウニシンがごく一般的に食されていたが、その他各種の海水魚や淡水魚も食卓に上った。
当時の輸送手段は速度が遅く、保存技術も未発達だったため、食品の長距離の交易は非常にコストが掛かった。このため、富裕層の料理は貧困層の料理と比較すると輸入品が多く異国の香りが漂うものであった。社会の各階級はそれぞれの上位の階級を模倣したため、国際貿易や戦争による革新が徐々に中世都市の中産層に浸透した。香辛料のような贅沢品を購う財力があっても、階級によっては特定の食品の消費が違法とされた。貴族ではない新興の富裕層には浪費を制限する奢侈禁止法が発令されることもあった。また労働者階級の料理を洗練させない社会的規制も働いたが、その理由は人の労働と食事の間には必然的に類似性が介在すると信じられていたためであり、その結果労働者階級は安価な粗食に甘んじていた。
高級料理 (en:Haute cuisine) のようなものが中世後期に発達すると、それがヨーロッパ中の貴族の料理の基準となった。一般的な調味料は柑橘果汁・ワイン・酢と黒コショウ、サフラン、ショウガの組み合わせで、普及していた蜂蜜や砂糖と共に、いろいろな料理に甘酸っぱい味付けをするのに使用された。アーモンドはスープ・シチュー・ソースを濃厚にする材料として特にアーモンドミルクの形で使用された。

## 食事

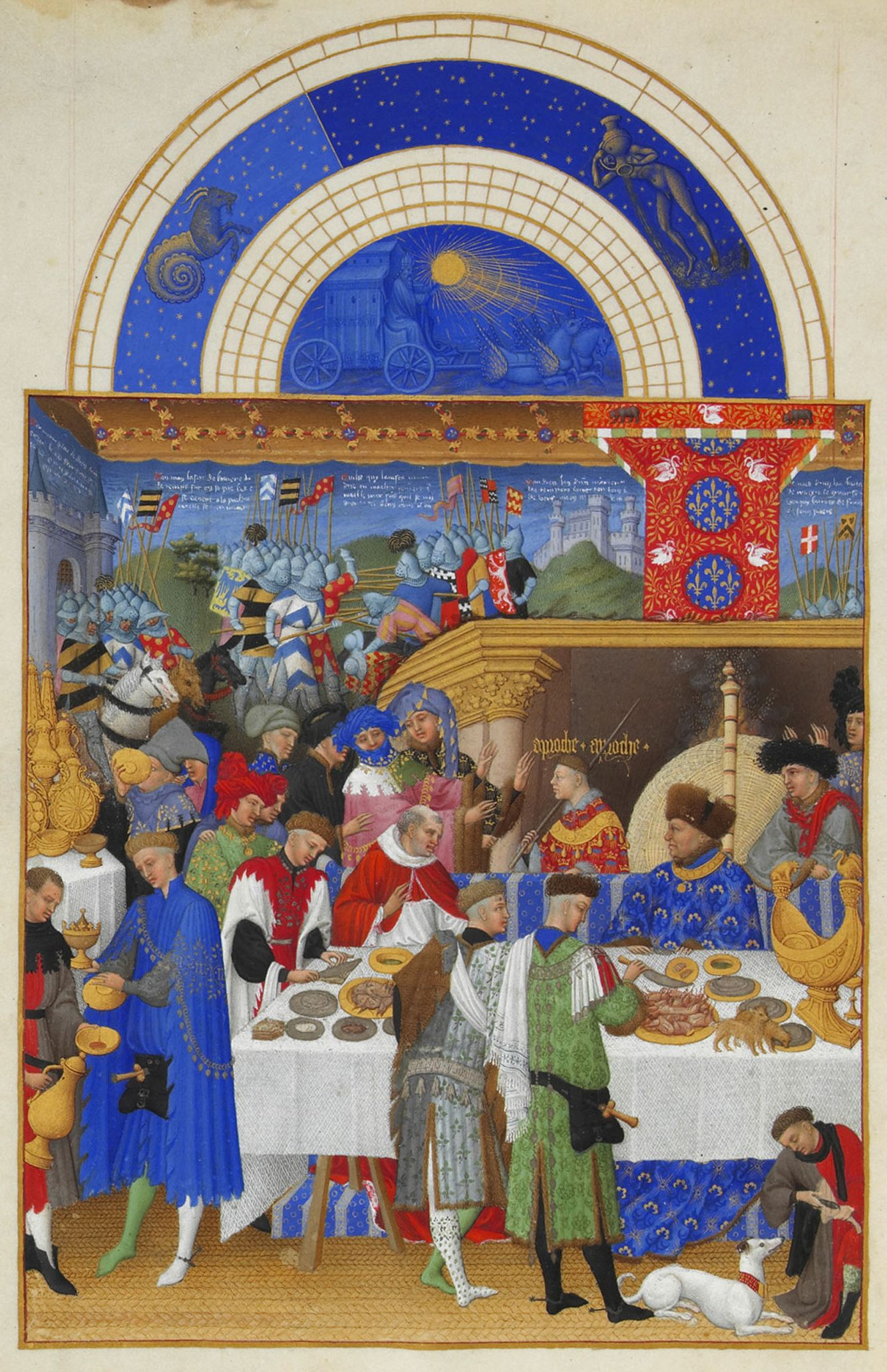
ベリー公ジャン1世が豪勢な食事を楽しんでいる。暖炉の前のテーブルにつき、給仕を受けているのがジャン1世。『ベリー公のいとも豪華なる時祷書』より、1410年。

中世ヨーロッパでは、昼のディナーと晩のやや軽いサパーという一日二食が普通だった。この二食制は中世後期を通じて変わらなかった。間食を摂ることも珍しくなかったが、肉体労働をしなくても良い上流階級にとっては必要性が薄かったので間食を食べないことがむしろ社会的ステータスにつながっていた。モラリストは宵越しの断食明けに食事をあまり早く摂ることをよしとせず、教会関係者や上流階級はこれを避けた。だが、現実的事情からほとんどの労働者・子供・女性・高齢者・病人はブレックファスト（英語：breakfast「断食を破る」）を摂った。教会は習慣的暴飲暴食ほか肉体のもつ弱点を克服するよう教えを広めていたため、人はこのブレックファストを摂るときの意志力の弱さをうしろめたく思いがちであった。多量の酒類を伴う贅沢な晩餐や深夜のレアサパーズ（reresopers、オック語のreire-sopar「遅い夕餉」に由来）は非道徳的とみなされた。酒はことに賭博・暴言・泥酔・淫行などの不道徳と関連づけられた。教会は軽食と間食を嫌ったが一般的であり、労働者が間食物を買うために雇用主から手当をもらうのはごく普通のことだった。

### エチケット
中世は社会の隅々まで浸透していた厳格な集団主義から離脱しようとする潮流が徐々に勢いを増した時期である。中世の食事は生活の他のあらゆる局面同様に共同体の行事であった。家族は召使ともども食卓を囲むのが理想であった。私事を楽しむために集団からこっそり抜け出すことは、人が互いに依存しあう世界においては高慢で不適切なうぬぼれとみなされた。13世紀英国のロバート・グロステスト司教はリンカーン伯爵夫人（Countess of Lincoln）にこう助言したという：「伯爵と奥方の名誉を台無しにしないためにも広間を抜け出し個室でこっそりディナーやサパーを摂るような真似は慎みなさい。」また召使が食べ残しを喜捨せずにこっそりもちだしレアサパーズを楽しむことの無いよう監視すべきとも助言した。特別な機会の食卓のエチケットに触れた記述は複数残っているが、エリート層の日常の食事の詳細や一般大衆・貧困層のテーブルマナーはあまり知られていない。とはいえコース料理・ふんだんなスパイス・芳香水入りの手水などがあったとは想像しがたい。
富裕層にとっては話は別である。食前やコースの合間にはフィンガーボウルとリンネルのタオルが供され、手を洗うゲストには清潔さが強調された。淑やかで繊細かつ純潔であれというステレオタイプが社会的規制として働き、女性が消尽的祝祭を楽しむには障害となったため、祝祭のさい宴席の主人の妻は従者とともに別室で食事をすることが多かった。主人の妻は満腹になってから宴席に戻ればよかった。おしなべて豪勢な食卓は男性に独占され、妻や侍女を同伴するのはゲストのなかでももっとも格上のものに限られた。下位の階級のものが上位の階級を助け、若年者が年長者を手伝い、女性が女性らしくない流儀で料理を扱って服を汚したり悪評を得ずに済むよう男性が骨惜しみしないなどといったエチケットにより、社会の階級性は強化された。主賓席に座るもの以外による回し飲みは豪華な宴席でもよくみられたが、同席のものにパンを分け与え肉を切り分ける標準的エチケットと同種のものであったとみてよい。
料理は皿か鍋で食卓に供され、各自は自分の取り分をスプーンを使うか素手のままで皿から取り、古くなったパン・木皿・ピューターの皿などに載せる。下層階級の家庭では食卓に料理を直において食べるのも普通であった。食卓ではナイフが使われたが、各自が持参するものと目されており、特別に歓待されるゲストのみ専用のナイフが与えられた。ゲストの階級が特別に高いか主人と昵懇の間柄である場合を除き、ナイフは一本を二人以上で共用した。食事用のフォークは近代初期以前のヨーロッパではあまり使用されておらず、当初はイタリアだけで使用されていた。とはいえ、そのイタリアでもあらゆる社会階級でフォークが普及するのは14世紀のことである。この変化の契機を11世紀末、ビザンチン帝国のテオドラ・ドゥーカイナ・コムネナ王女のテーブルマナーへの反応にみることができよう。王女はヴェネツィア総督ドメニコ・セルヴォの許嫁であったが、実直な性格のヴェネツィア人はこの件で動揺していた。宦官の従者が王女の料理を切り分けその一切れ一切れを金のフォークで口に運ぶという異邦人の流儀を目の前にして、同席したものたちはショックを受け動転したが、オスティア司教は後に王女の洗練されたマナーを傲慢だとして、王女が退行性の病で亡くなった時には「ヴェネツィア総督の妻の身体は、目に余る奢侈をもって扱われたために腐りきっていた」と評した。

## 食事の支度

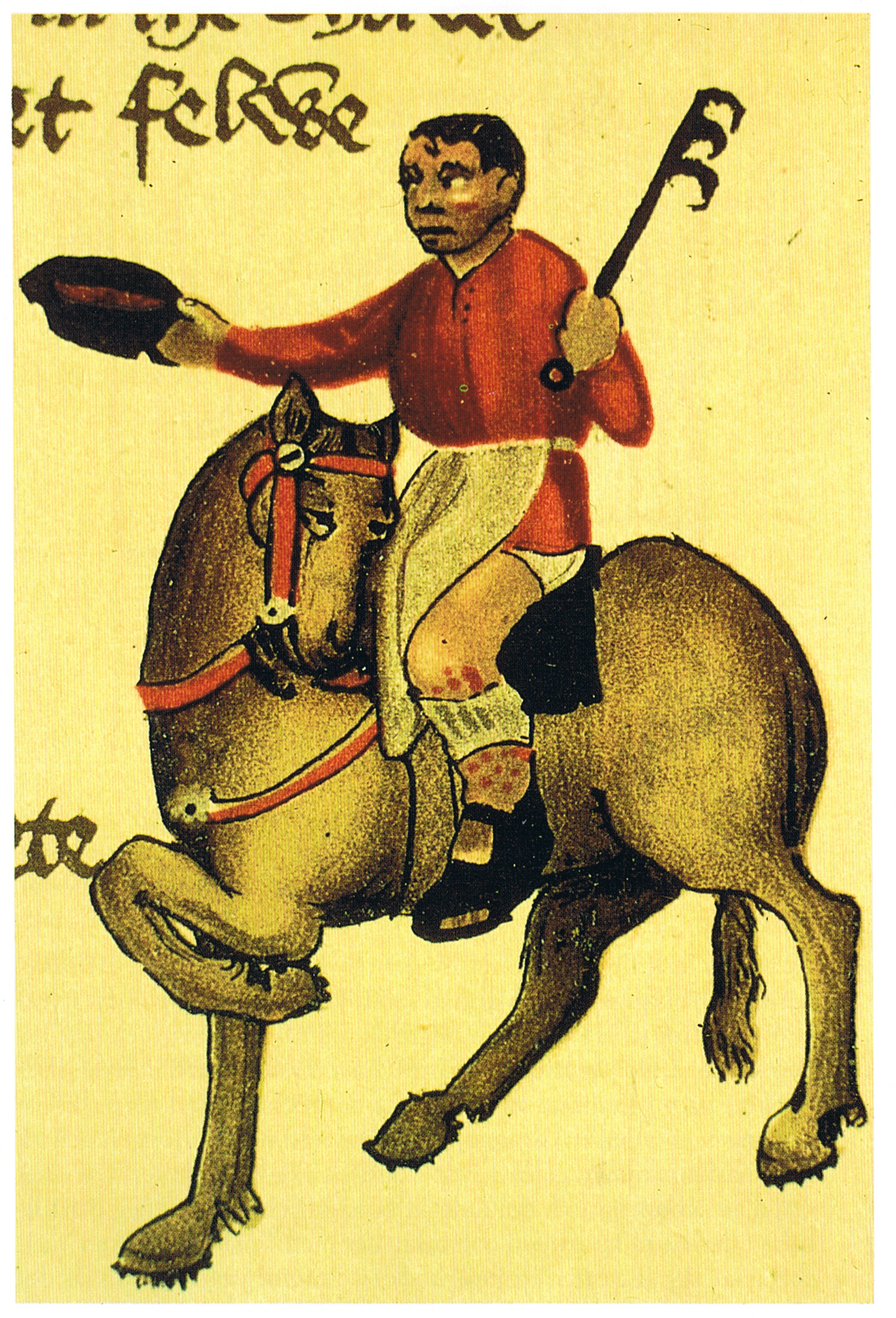
ジェフリー・チョーサーの『カンタベリー物語』より。料理人が左手に食肉搬送用の長いフックを持っている。これは中世において料理人用の道具として一般的なものだった。

あらゆる料理は加熱処理された。コンロが出現するのは18世紀になってからであり、それ以前の調理人は直火での調理法に頭を痛めていた。オーブンは使用されていたが、設備に出費がかさむためかなりの大家族かパン屋にあるだけだった。共同体にとり一般的だったのは、一つのオーブンを共同で所有し、誰にとっても重要なパン焼きを共同体の作業と位置づけることだった。移動可能なように設計されたダッチオーブンもあり、食物で一杯にしてから赤く焼けた石炭に埋めて加熱された。これより大きなものになると下に車輪をつけ、中世の街角でパイ売りが使用した。だが多くの人々は、簡素なシチューポットで調理を済ませることばかりであった。というのもこれが薪をもっとも効率よく使え、かつ煮汁を無駄にしない方法だったからで、ポタージュやシチューがもっとも一般的な料理だった。多くの証拠によれば、中世の料理は脂質を購入できるかぎりにおいてきわめて高脂質であった。中世は過重労働や飢饉が横行していたため肥満体が志向された時代であり、痩せていたのは貧民・病人・敬虔な苦行者だけだった。
中世の中東料理と同じく、肉・魚・卵と果実がつねに組み合わされた。イングランド王リチャード2世付の料理長が残したレシピ集『フォーム・オブ・カリー』（Forme of Cury）にある魚のパイ（Tart de brymlent）のレシピをみると、イチジク・レーズン・リンゴ・セイヨウナシ・インシチチアスモモと魚（タイセイヨウサケとタラの幼魚かハドック）がパイ皮の中で渾然としている。さらに重要なのはこの料理が現代の医学や食事療法学の観点からもバランスが取れていることである。この意味は、素材・調味料・スパイスを適切な組み合わせで混ぜ下準備し、その料理において本来の持ち味を引き出したに違いないということだ。例えば、魚は冷湿性なので熱く乾燥したスパイスを調味に用いて揚げ物・オーブン焼きなどの調理法で加熱・乾燥させるのが一番であると考えられた。また牛肉は熱乾性のため煮るべきであり、豚肉は熱湿性なのでつねに炙り焼きにすべきである、などである。 レシピ集のなかには代替の素材を選んだものもあるが、そこでは味よりも体液の性質に重点をおいている。カリンのパイのあるレシピではキャベツでも代用でき、別のレシピではナシをカブで代用できるとされた。
食べられる練り込みパイ生地がレシピに出現するのは15世紀である。それ以前に存在していたハフ・ペースト（huff paste）は小麦粉と脂身を熱湯でこねた生地で包んだパイだが、焼き上がると外側が大変固くなるため、中身だけを食べて肉汁のしみ込んだ外側は食事の後で召使いに与えた。残存しているレシピ集によれば、中世後期には美食術が急速に発達した様子を見ることができる。練り込みパイや卵白を使った透明なゼリーなどの新しい技術は14世紀後期に現れはじめ、レシピも熟練した料理人の備忘録としてのメモから詳細にわたる指南書となりはじめる。

### 中世の厨房

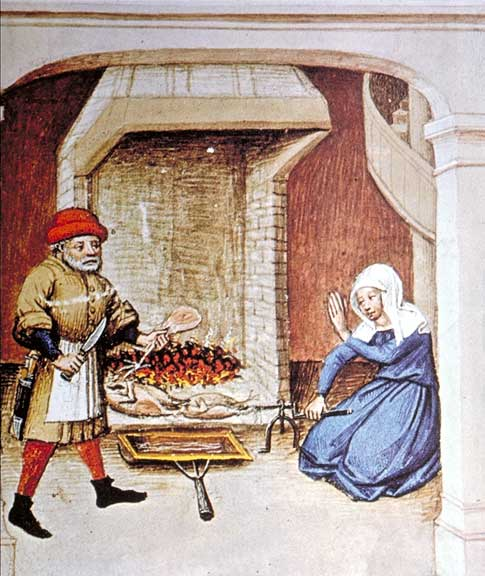
鳥を長い棒にさしてあぶり焼きにしている。棒の下にあるのは落ちた肉汁を集めるための容器。肉汁は肉をしっとりさせるために肉にかけなおしたり、グレイビーソースとして使う。『デカメロン』より、フランドル、1432年。

ほとんどの家庭では、熱を無駄なく使えるよう居住空間の中央にしつらえた炉辺で調理した。そして厨房と食堂がひとつながりになったのが、富裕な家庭もふくめ中世を通じてもっとも普及していた配置である。中世後期にはいると厨房が分離して発達し始める。まず暖炉が広間の壁際に移り、次に厨房専用の建屋ができ、母屋と分離している場合には屋根つきの回廊がつくられた。このようにして煙・臭気・厨房の喧騒は来客の視野から消え、火事の危険も減少した。
貧困層の家庭には高価すぎて手が出ないにせよ、フライパン・鍋・やかん・ワッフル焼型など今日みられる台所用品の基本形はこの時期には存在していた。直火での調理に特化した道具としては、小さなウズラから大きな雄牛まで丸ごと串刺しにできる、大きさも材料も様々な焼き串がある。またポットや大鍋を簡単に火からおろし焦げ付きや空焚きを防ぐことができる、調節可能なフック付のクレーンもあった。調理具は直火にあてるか五徳に置かれ熾火にあてられた。調理補助には各種のナイフ一式・攪拌用スプーン・杓子・おろし金があった。中世のレシピでは加熱調理の前後に食品を細かく刻み、つぶし、濾し、味付けすることが多いので、富裕層の家庭では臼や篩布がよくみられた。これは食品をきめ細かくするほど栄養分を効果的に吸収できると当時の内科医が信じていたことに端を発する。またこれは腕のいい料理人にとり自慢の腕を振るう格好の機会でもあった。舌触りのきめが細かい食品は富と不可分でもあった。たとえば小麦粉は細かく挽くほど高価だったため、庶民のパンは全粒粉から作られ、茶色できめが粗かった。動物の皮をはぎ血抜きをして肉を挽き、その肉にスパイスや調味料を混ぜもとの皮に戻すか、または全く違う動物の形を作り上げるなどもよくあることだった。
高位の貴族や宮廷の厨房スタッフは数百人を数えることもあった。調達執事・パン職人・ウェファー職人・ソース係・食糧庫番・屠殺係・切り分け係・給仕・搾乳婦・食堂執事・その他数え切れないほどの厨房の下働きがいた。平均的な農夫の家庭の燃料は近くの林で集めた薪で間に合うが、このように大規模な厨房では少なくとも数百人分の食事を毎日二度用意するための補給に取り組まねばならない。サヴォイア公爵アメデーオ8世のシェフ長シカールが残した15世紀の料理本『デュ・フェ・ド・キュイジーヌ』（Du fait de cuisine『調理について』）には、2日間の宴席の準備にかかる目安が記されている。シカールによればシェフ長は少なくとも荷車千台分のよく乾いた質のよい薪と大きな倉庫一杯の石炭を用意しておくべきらしい。

## 食物の保存法
19世紀前半に缶詰製造が考案されるまで、食物の保存法は基本的に古代とあまり違いがなかった。もっとも単純で普及していたのは食物を熱や風に晒して水分を除去する方法で、腐敗の原因になるさまざまな好湿性の微生物の活動を劇的に抑制することができ、穀物から食肉まで風味が落ちることに目をつぶれば賞味期間はかなり延びた。南ヨーロッパの温暖な環境では食品を直射日光にあてるのが一般的だが、北方の冷涼な気候では干物の作り方として一般的な強風に晒す方法のほか、暖かいオーブン・地下室・屋根裏・生活空間も活用された。
食物の長期保存には、燻蒸・塩漬け・ピクルス・砂糖漬け・発酵など、食品を化学変化させる方法もつかわれた。このような方法は作業時間が短くてすみ、独特の風味が加わるなどの長所があった。秋に屠殺した家畜の肉を塩漬けや燻製にするのは、冬のあいだ必要以上の家畜に与えるえさを節約するための、一般家庭の戦略だった。バターには腐敗しないよう多量の塩（5－10％）を添加した。野菜・鶏卵・魚を塩水と酸性の液体（レモン汁・未熟ブドウ果汁・酢）を入れた壜に漬けて密栓しピクルスにすることも多かった。その他、コンフィなど砂糖・蜂蜜・油脂をつかって加熱調理し食品の周囲に被膜を作って保存する方法があった。バクテリアや菌類による発酵もいろいろな方法でよく利用された。穀物・果実・ブドウはアルコール飲料にして腐敗を防ぎ、乳は発酵させ保存処理をしてさまざまなチーズやバターミルクにした。

## 穀物

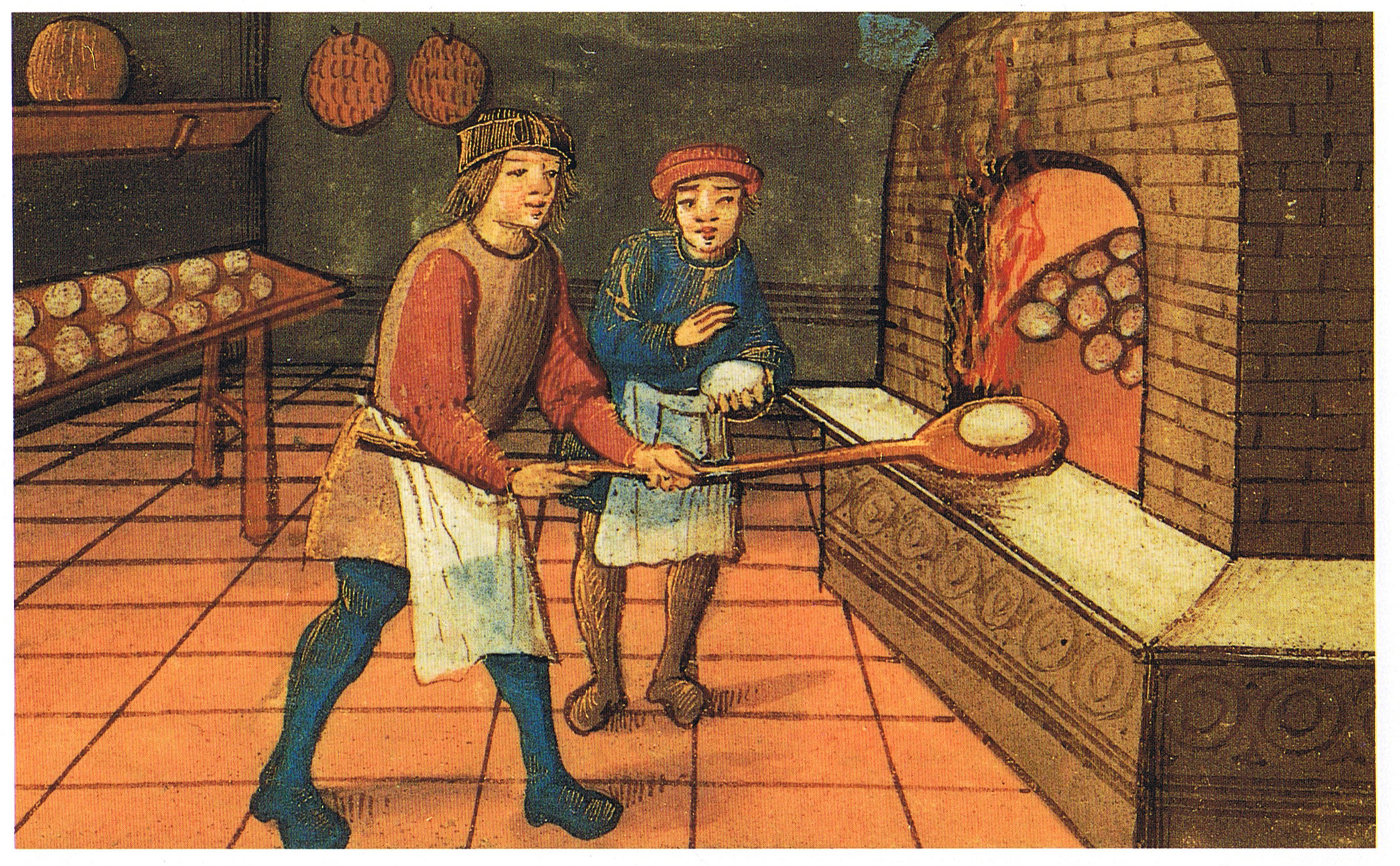
パン職人とその助手。丸い形のパンがもっとも一般的であった。

主の祈りにおける「我らの日用の糧」ということばは中世においてはゆるがぬ現実であった。西暦500年頃から1300年頃の間に、ヨーロッパのほとんどの地域で食事の内容に大きな変化が起こった。より労働集約的な農業と増え続ける作付け面積は、人口の大多数の食事の中で肉や乳製品の重要性が低下し、様々な穀類と野菜の重要性が増すことを意味した。14世紀以前には、下層階級にはパン食はあまり普及しておらず、小麦の栽培が困難な北ヨーロッパで特に顕著だった。15世紀にパン食が次第に普及し、ポリッジやグリュエル（重湯）に取って変わった。イーストで発酵させたパンは南の小麦の産地でより一般的で、北や高地ではオオムギ、ライムギやエンバクの種無しパン（フラットブレッド）が多かった。フラットブレッドは兵士の野戦糧食としてもよく用いられた。
もっとも一般的な穀物はライムギ・オオムギ・ソバ・キビ・エンバクだった。中世のほぼ全期間を通じて米はかなり高価な輸入品であり、末期になってようやくイタリア北部で栽培されたにすぎない。コムギはヨーロッパ全土でみられ穀物の中でもっとも栄養価が高いと思われていたものの、高級品とされ価格も高かった。現代ヨーロッパ人にもっとも馴染み深い細かい篩にかけられた精白小麦粉は、中世では上流階級のパン用にとり置かれ、階級が下がるほど粒は粗く、色が濃く、ふすまの含有量の高いパンを食べていた。穀物が不作の年や飢饉の時には、普段あまり好まれないヨーロッパグリ・干したマメ類・ドングリ・シダや種類も栄養価もまちまちな野菜類など安価な代替品で穀物の不足分を補ったらしい。
盛大な宴や軽食を問わず中世の食卓でよくみられる一品に、ワイン・スープ・ブイヨン・ソースなどの液体にパン片を浸したソップがあった。その他中世のディナーの食卓でよく出されるものにフルーメンティがあったが、これは肉汁とスパイスで小麦を煮た濃厚なポリッジである。ポリッジはいろいろな穀物を材料にしてつくられたが、乳（またはアーモンドミルク）で煮て砂糖で甘くしたものはデザートや病人食として供されたらしい。肉・卵・野菜・果実を詰めたパイのほか、ターンオーバー・フリッター・ドーナツやいろいろなペイストリーはヨーロッパ全土でみられた。中世後期にはビスケット（クッキー）やウェファースが高級なデザートとなり、さまざまな種類がつくられた。パン粉や小麦粉は、スープやシチューにとろみをつけるのに使われ、ときにはアーモンドミルクと併用されることもあった。

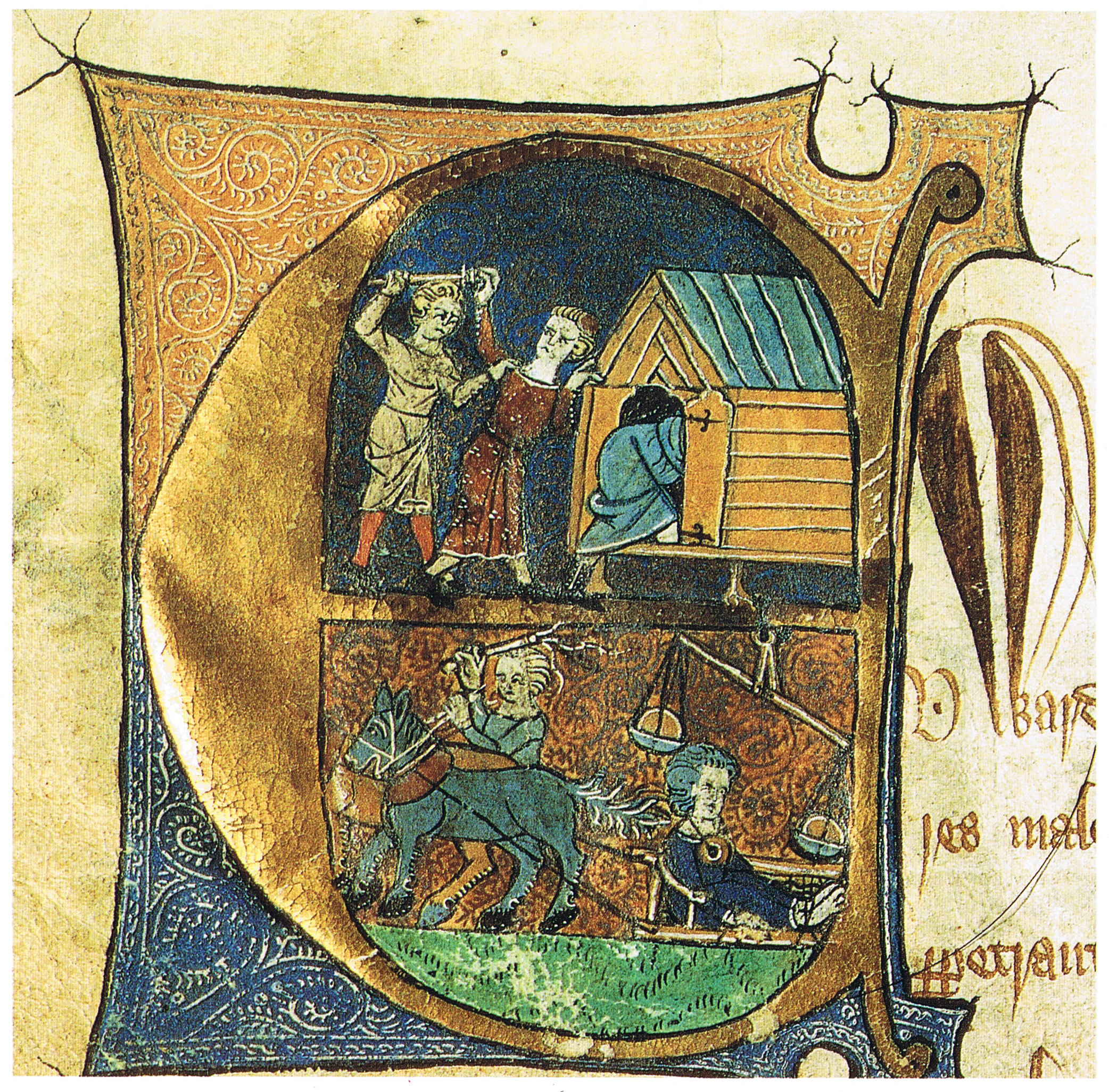
パンの重量規制に違反したパン職人が捕まえられ、罰せられている様子。

パンが日々の主食として重要であったため、パン職人は中世の共同体社会で重要な役割を演じることになった。パン職人のギルドは都市ギルドのなかでも初期に結成された。その結果パンの価格を安定させるための法規制が制定された。イングランドで1266年に制定されたパンとビールの法定価格では、パン一塊のサイズ・重量・価格が大きな表で一覧にされ、穀物価格に応じた規制がされた。後にロンドンパン職人組合の陳情が功を奏して、薪・塩から妻・家屋・犬に至るまでを経費として計上できるようになり、表のなかで決められていたパン職人の利ざやはおおきくなった。パンが中世食生活の中心に位置していたために、共同体社会にこのような貴重な商品を供給することで信用を得ていた者がぺてんを働くと重大な違反とみなされた。パン生地を安価な材料で水増ししたり重量を偽ったパン職人には厳しい罰則が待っていた。このためぺてんと思われないように12の価格で13を与えるという「パン屋の1ダース」という単位の使用がはじまった。
パンには食用以外のいろいろな用途があった。一例としては、ディナーの食卓でつかうしろめなどの金属器や木皿があるが、近代初期まで富裕層の家庭では粗挽きコムギを材料にして成型したパンを焼き、古くなるのを待ってトレンチャーという食器として使った。食卓で隣席のものにナイフを手渡すさいナイフについたかすをふき取るためにもつかい、共用の塩壺から塩を釣り出すさいにもつかわれた。食卓についた高位の者たちの厳しい視線を逃れるようにしながら熱くなった金属製の皿を安全に取り扱うため給仕がこっそり手のひらにパンをしのばせたこともありうる。

## 果実と野菜

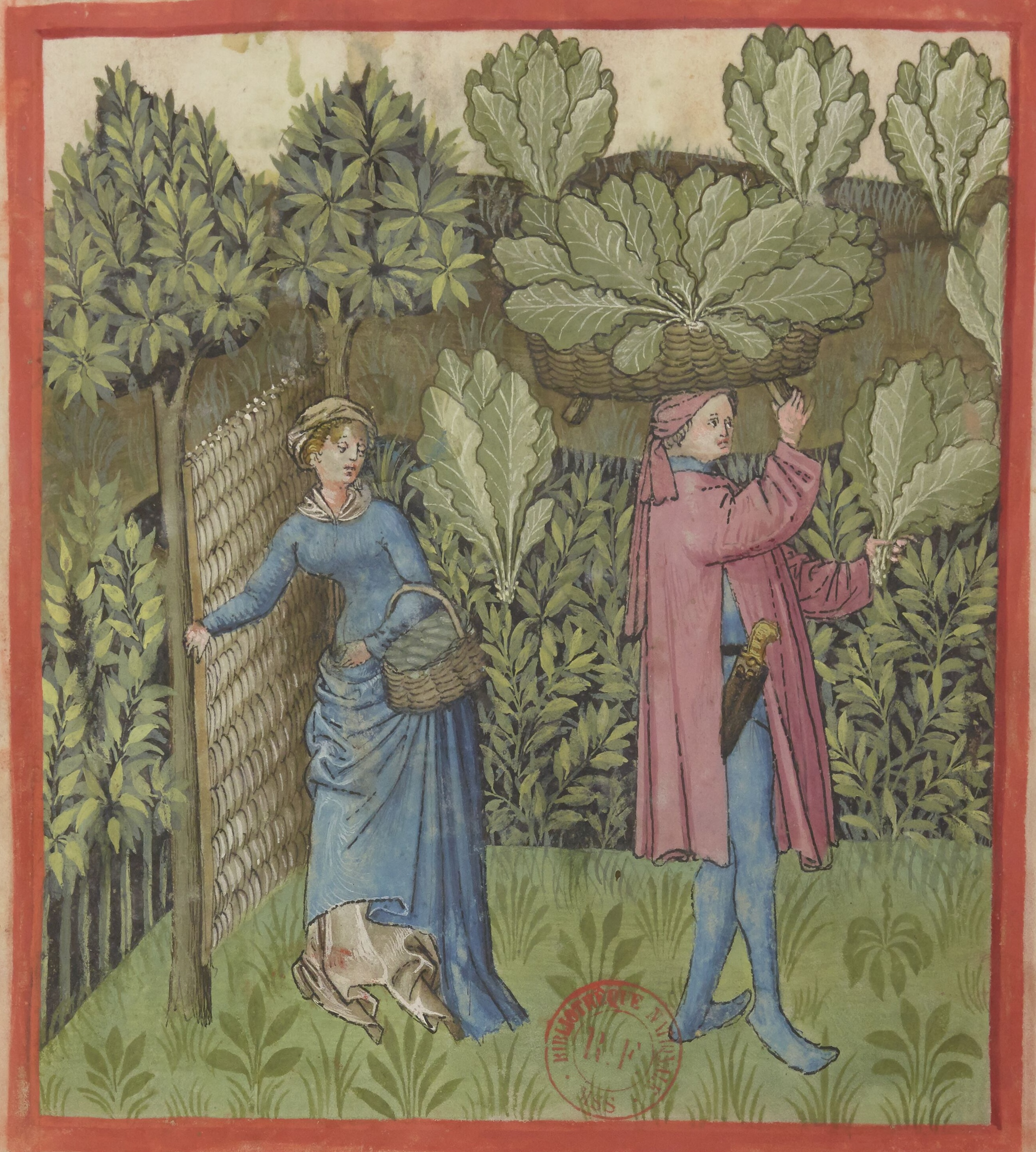
キャベツの収穫の様子。『健康全書』、15世紀。

主食になることが多い穀物のほかに、キャベツ・テーブルビート・タマネギ・ニンニク・ニンジンなど野菜は素材としてよく使われた。農民や労働者は毎日のように野菜を食べたが、野菜は食肉ほど高級品ではなかった。中世後期になると贅沢品を購入する資力があるものを対象にした料理本が現れたが、野菜を主材料とするレシピは少なかった。ポタージュのような日常の野菜料理が料理本に欠けているのは、それらが王侯貴族の食卓に登らなかったのではなく、記録に値しない取るに足らない料理と考えられたためだと解釈されている。中世にはいろいろな品種のニンジンが入手でき、なかには風味のよい赤紫色のものや、より低級とされた黄緑色のものもあった。ヒヨコマメ・ソラマメ・エンドウマメなど各種マメ類も普及しており、下層階級のタンパク質の供給源として貴重だった。上流階級に仕える医師たちがエンドウマメ以外の豆の摂取を勧めなかったのは、マメ類には鼓腸を起こしやすい傾向があるのに加え農民の粗末な食物と考えられたことがその理由であろう。農民の多くがザワークラウトを一日に三度も四度も食べていたという16世紀ドイツの記録から、一般大衆にとって野菜がいかに重要であったのかをみてとることができる。
果実は人気があり、新鮮なものやドライフルーツ、砂糖漬け・ジャムに加工して食用に供されたほか、いろいろな肉料理の材料としてもよく使われた。砂糖・蜂蜜が高価だったことから、袖の下や甘い汁を要求する際の料理には各種の果実を入れるのが普通だった。ヨーロッパ南部の代表的な果実にはレモン・シトロン・ダイダイ（甘味の強いオレンジが持ち込まれるのは数百年後である）・ザクロ・カリン・ブドウがあった。北部ではリンゴ・セイヨウナシ・プラム・イチゴがよく出回っていた。イチジクとナツメヤシはヨーロッパ全土で食べられていたが、北部では高価な輸入品という位置づけだった。
近代以後のヨーロッパ料理でよく使われているジャガイモ・インゲンマメ・カカオ・バニラ・トマト・トウガラシ・トウモロコシなどはヨーロッパ人がアメリカ大陸からこれらを持ち帰った（コロンブス交換）15世紀後半までは手に入らず、しかもその後新しい食材として社会の多数者に受け入れられるまでにはさらに長い時間がかかった。

## 肉

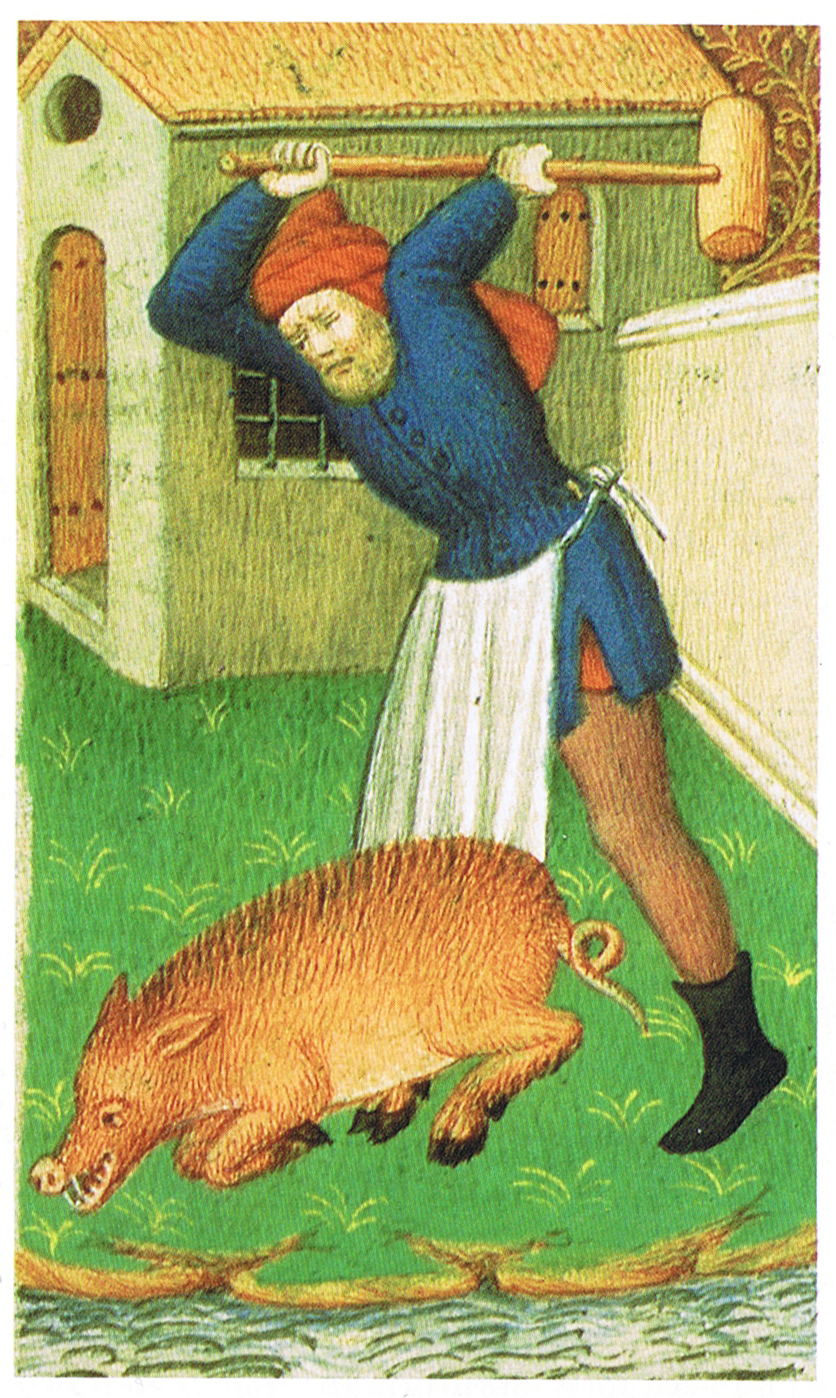
豚の屠殺

狩猟の獲物の肉（ジビエ）は何であれ、これを入手できるものには人気があったが、食肉のほとんどは家畜に由来した。牛肉や豚肉は好んで摂取された。その理由はヨーロッパの気候が日本とは違う為、畜牛の飼育を労働集約的な牧草や飼料に依存する必要が無く、また牛は使役動物としてや乳の生産のための価値のほうが高かった為に、今日の様に部位を限定した摂取は大衆には求めるべくもなく、牛の頭なども丸ごと煮込まれ妙齢の女性達も何ら気にする事無く目玉や耳等に舌鼓を打った。
家畜化された豚はしばしば市中をも走り回り、どんな残飯でも餌にできた。また仔豚はごちそうとしてひっぱりだこだった。毛織物産業の集積地を中心にマトンやラムが普及しており、偽って仔牛肉としてつかわれた。今日の西洋世界とは違い、中世社会では耳・鼻・尾・舌・子宮に至るまで動物の全身を食べつくした。腸・膀胱・胃はソーセージのケーシングに使われたり、巨大な卵など架空の食材としてつかわれたらしい。
ハリネズミやヤマアラシは今日では稀になり、食用にできないとみられているが、中世後期のレシピ集には時々みられる。いずれもその英語名（hedgehog と porcupine）にみるとおり、小型の豚とみなされていた。アナウサギは希少価値の高いものだった。イングランドでは13世紀に人為的に移入され、定着した群れは手厚く保護された。もっと南ではカイウサギがよく飼育され、肉と毛皮をとるために繁殖が行われた。教会は生まれたての子ウサギを「魚」（もしくは、少なくとも肉ではないもの）と見なしたので、四旬節中にも食べられるウサギは修道院で特に重宝された。

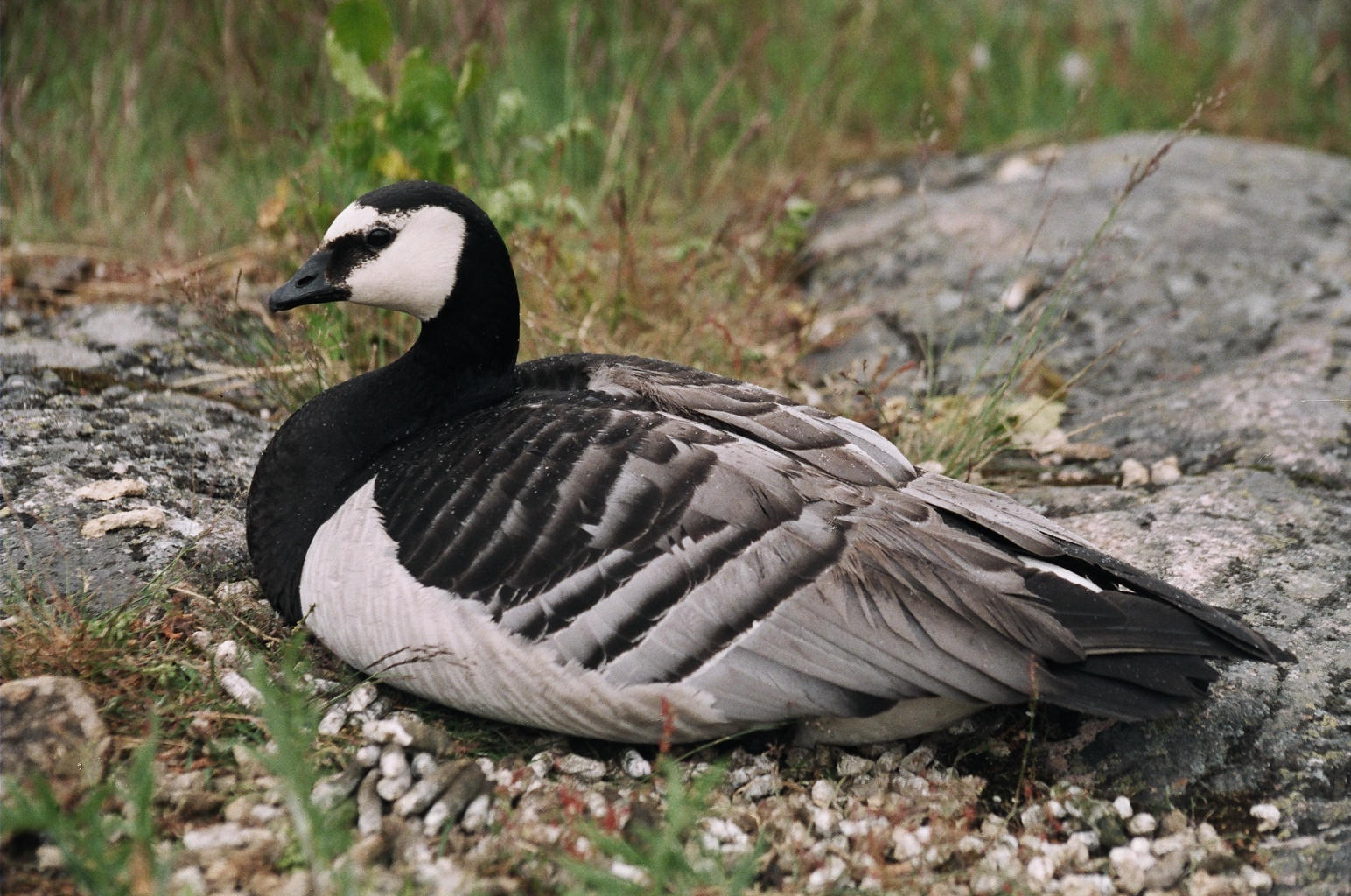
カオジロガン

ハクチョウ・クジャク・ウズラ・イワシャコ・コウノトリ・ツル・ヒバリをはじめ狩猟の獲物になった鳥はなんでも食べられた。ハクチョウとクジャクはよく飼育されたが、これを食べたのは支配層だけであり、また肉よりむしろその美しい外観が賞賛され、息を呑むようなアントルメの装飾に使われた。今日とおなじくガチョウやアヒルは飼育されていたものの、ニワトリほどには好まれなかった。
興味深いことに英語でbarnacle goose（フジツボガン）と呼ばれるカオジロガンは当時産卵によらずフジツボのなかで繁殖・成長すると信じられており、このために肉類を断つ斎や四旬節期間中の食材として好ましいと思われていた。
肉は植物性の食品よりも高価だった。肉はパンの4倍高価だったと言われ、沿岸部の住民にとって高価な食材だった。このため、肉や乳・卵などを購うことができない者にとって、斎の期間の食生活はひときわ貧しいものとなりえた。肉が貧困層にも普及するのはヨーロッパで黒死病が蔓延し人口が半減した後のことである。人口集積地帯での人口激減は労働力不足を招き、賃金は急上昇した。また広大な農地が放置されたため牧草地への転用が可能となり、市場により多くの肉が出回るようになった。

## 魚と海産物

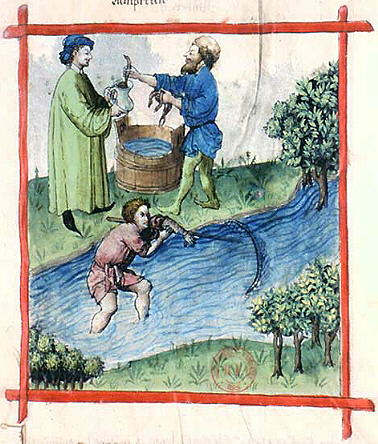
小川でヤツメウナギを捕まえている様子。健康全書、15世紀。

海産物は他の動物の肉ほど高級な扱いではなく、単に斎の日の肉の代替品とみられることもよくあったが、海岸地帯の住民にとっては重要な食物であった。中世人にとって「魚」とは陸生動物ではないものの総称であった。ここには海洋の哺乳類であるクジラ・イルカや、うろこ状の尾をもち潜水時間が長いビーバー、渡りの経路や繁殖地がわからないカオジロガンなどが含まれ、獣肉を避けるべき斎の日にも適切な食材とみなされた。きわめて重要だったのは大西洋やバルト海のニシン・タラ漁とその交易だった。ニシンは北ヨーロッパのほぼ全域で経済に比類ない意味をもっており、北ドイツの強力な交易ギルドであるハンザ同盟が取り扱う交易商品としても主要な位置を占めていた。北海産のニシンの燻製は遠くコンスタンティノープルの市場にも出回った。魚は新鮮なまま食されたほか、塩漬けや乾燥させることが多く、燻製はこれについで多かった。タラを二枚におろして竿に固定し乾燥させた干物は、木槌で叩いてから水に浸すなど下ごしらえに時間がかかった。カキ・ムラサキイガイ・ホタテガイなど各種の軟体動物は海岸や川沿いの住民に食された。中央ヨーロッパなど内陸地方の住民にとって魚は肉よりはるかに高価で、なかなか手が出るものではなかった。カワカマス・コイ・ブリーム・パーチ類・ヤツメウナギ・マスのような淡水魚はよく食された。

## 飲料

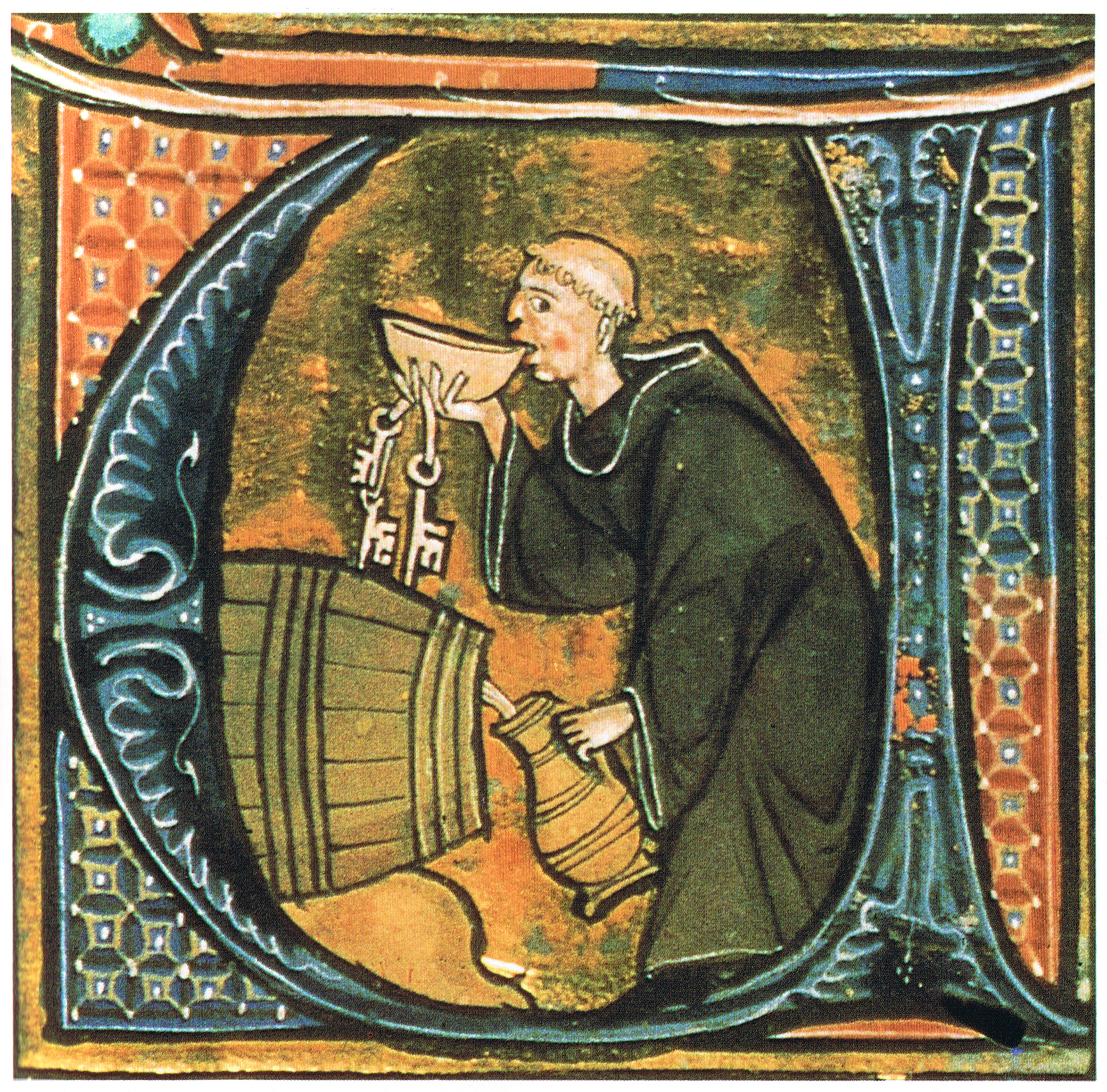
ワインを盗み飲みする修道士。

中世には、衛生上の懸念や医師の助言、飲み物の中で相対的に低い位置づけにより水はあまり好まれず、むしろアルコール飲料が好まれた。アルコール飲料は栄養価が高く水よりも消化の助けになるとみられており、アルコールの含有による腐敗しにくさも利点の一つだった。ワインはブドウが植えられたフランスのほぼ全域と地中海西岸地方で日々消費されていた。北部ではまだ購買力があるブルジョワジーと貴族が好む飲料にとどまり、農民や労働者には手が届かなかった。大陸北部で一般的な飲料はビールやエールだった。この飲料はホップの導入前にはことに保存が困難で、つくりたてを飲んだ。当時のビールは現代の同等品より不透明でアルコール含有量が少なかったらしい。乳は普通バターミルクやホエーとして飲用したが、貧しい者や病人以外の成人は飲まず、幼児や高齢者に与えられた。劣化を防ぐ技術がなかったために新鮮な乳は他の乳製品ほど普及しなかった。
果実と液果の果汁はワイン同様古代ローマ以来知られており、中世でも消費されていた。ペリー（セイヨウナシ酒）、ザクロ・クワの実・ブラックベリーを原料に造ったワイン、シードル（リンゴ酒）などは、リンゴやセイヨウナシが豊富な北部地方では人気があった。中世の飲料のうち、野生のプラムからつくったプルネレ（prunellé、今日のスリヴォヴィッツ）、クワの実のジン、ブラックベリーのワインは今日でも飲まれている。中世のレシピにはアルコール入り・アルコール抜きのものを含め、いろいろなミード（蜂蜜酒）が載っている。しかし、ハチミツを使った飲料は中世後期になると食卓ではあまり飲まれなくなり、やがて病人の水薬の扱いになった。ウマやラクダの発酵乳であるクミス（馬乳酒）はヨーロッパでも知られてはいたが、ミード同様医者が処方する薬であった。ミードはスラヴ人が日常的に飲む飲料として紹介されてきた。これは必ずしも正しいとはいえないが、重要な機会においてミードが象徴的な価値を帯びていたという点では当たっている。条約締結や国家行事のさいにミードが儀礼用贈答物として贈られた。また婚礼や洗礼の宴にもよく登場したが、高価なため量は限られていた。中世のポーランドでは、ミードは香辛料やワインのような高級輸入品と同様の扱いを受けた。

### ワイン

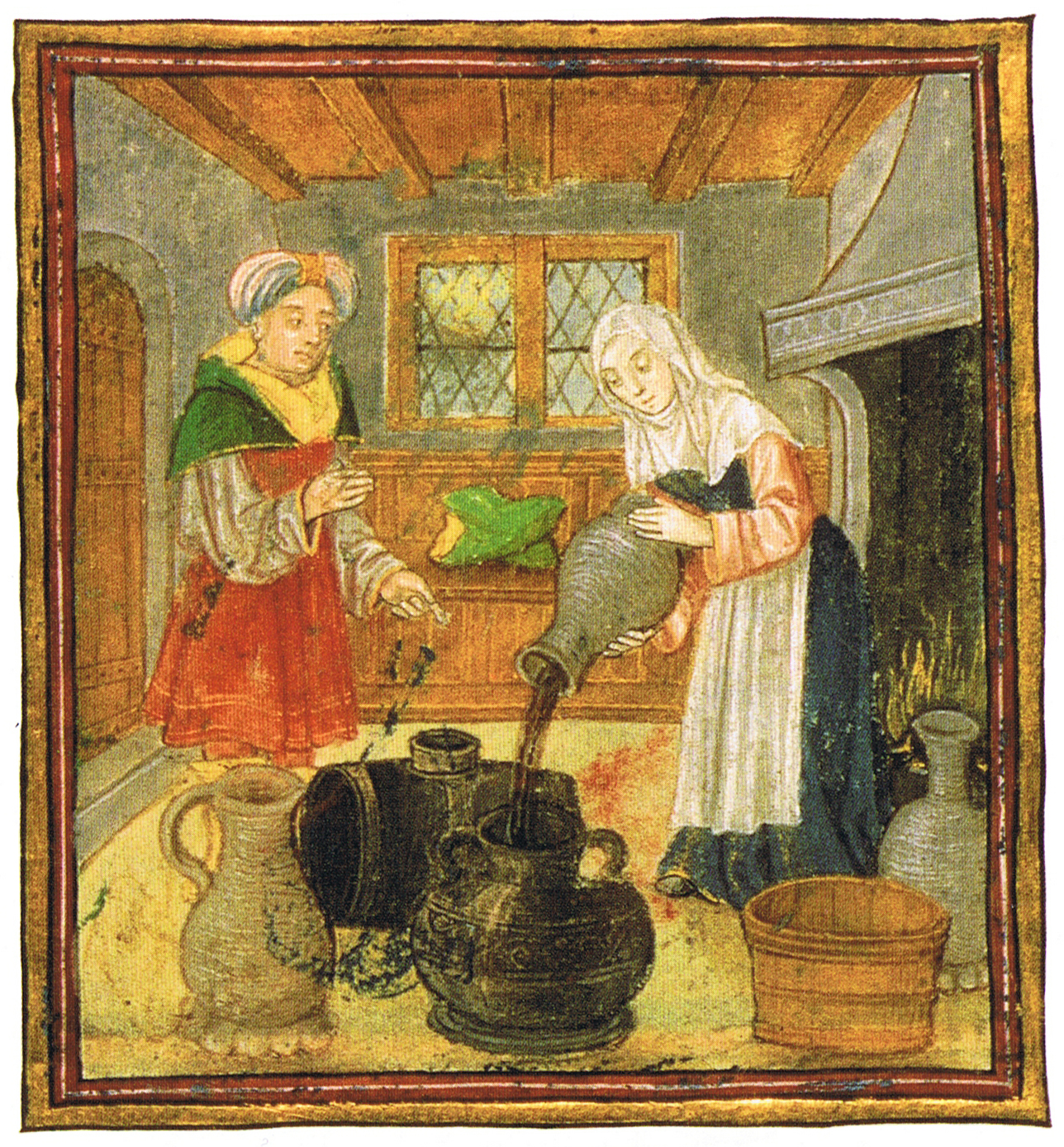
ワインを保存している様子。

ワインはもっとも高級で健康によい飲料と考えられ、よく飲まれた。ガレノスの食事療法によればワインは『熱』と『乾』の属性を持つ（現代でも辛口のワインを "dry" と表記する）とみられ、この性質はワインを水で希釈すると中和されると考えられた。『冷』および『湿』の属性を持つとされた水やビールと違い、適度なワインの摂取（とくに赤ワイン）は消化を促進し良質の血液を産生し気分を明朗にすると信じられた。ワインの質は、ヴィンテージ・ブドウの品種・圧搾の回数によってかなり異なった。一搾目のものはもっとも質がよく高価で上流社会向けとされ、二搾目・三搾目となるにつれ質が落ちアルコール含有量も少なくなった。一般大衆は通常二搾目か三搾目の安物のロゼや白ワインを飲んだが、これはよほど大量に飲まないと泥酔しないものだった。最も貧しい（または敬虔な）ものは水で希釈した酢を飲むほかないことが多かった。
高級赤ワインの熟成には特別の知識・高価な貯蔵室と設備が必要で、そのため熟成後には一層高価になった。劣化の兆候をみせたワインを救済する方法について記した数多くの中世の文書の助言から判断すると、保存は大問題だったに違いない。ワインから作られる酢はよく使われる調味料ではあったが、使用量には限度があるからである。14世紀のギヨーム・ティレルによる料理本『ル・ヴィアンディエ』（Le Viandier）には、ワインを劣化から救済する方法が複数記されている。補充を欠かさずワイン樽を常に一杯にしておくか、煮て乾かした白ブドウの種子と白ワインの搾りかすを燃やした灰の混合物を加えるといったもので、後者は化学反応が理解されていなかったにもかかわらず効果的な殺菌法だった。香辛料や砂糖・卵黄などを添加したワイン（グリューワイン）は富裕層に好まれただけでなく、医師も健康によいと考えていた。ワインには食物を体の隅々に行き渡らせる働きがあり、またエキゾチックな香りの香辛料の添加はこれをさらに促進すると考えられた。グリューワインは普通の赤ワインにショウガ・カルダモン・コショウ・ナツメグ・クローブなどの香辛料を混ぜ合わせ砂糖を加えて作られた。香辛料を小さな袋に入れてワインに漬けるか、これにワイン液をかけて作る飲料がヒポクラス（Hippocras）やクラレット（Claret）だった。14世紀には、香辛料商人から袋入りの香辛料セットを購入することができた。

### ビール
ワインはヨーロッパの食卓でもっとも好まれた飲料だったが、ブドウを栽培しない北部地方ではこの限りではなかった。南から輸入したワインを購うことができるものは飲んだが、この地域では中世終わりまで貴族でもビールかエールを飲むのが普通だった。イングランド・オランダ周辺の低地帯・北ドイツ・ポーランド・スカンディナヴィアでは社会階級や年齢を問わず日常的にビールが飲まれた。だがイスラム世界や地中海文化世界からの医学の強い影響（とりわけレコンキスタやアラビア語のテキストの流入による）のもとでは、ビールはしばしば冷遇された。中世人の多くにとって、ワイン・レモン・オリーブオイルのような一般的な南ヨーロッパの飲料や食材とくらべるとビールは庶民的な酒だった。ラクダの乳やガゼルの肉のような異国的な食品のほうがまだしも好評を得ることが多かった。中世人にとってビールは何かの代わりに飲むものに過ぎず、好ましくない性質がいろいろあるとされた。1256年にシエナの医師アルドブランディノはビールを次のように描写した。
| 「 | エンバクであれコムギであれ原料が何であるかを問わず、ビールは頭と胃に悪く、くさい吐息と虫歯の原因になり、胃に悪いガスを充満させ、その結果ワインとともにこれを飲むものはたちまち酔っ払う。だが催尿作用があり、肌を白く滑らかにする。 | 」 |

ビールによる酔いはワインによるものより長く続くと思われていた。だがワインにつきものの「のどの渇き」は生まないことも認められていた。ビールは北ヨーロッパほどではないがフランス北部やイタリア本土でも消費されていた。ノルマン人の征服やフランスとイングランドを旅する貴族がもたらしたものであろうが、14世紀の料理本『ル・メナジエ・ド・パリ』（Le Ménagier de Paris）に記されたフランス版の変種はゴダール（godale、英語の「良いエール」＝good aleからの借用語らしい）とよばれ、オオムギ・スペルトコムギ（Spelt）を材料にホップ抜きで造られていた。イングランドでも加熱した乳と冷えたエールからつくったポセットエール（poset ale）やヒポクラスのように香辛料を加えたブラコット（brakot）またはブラゴット（braggot）などの変種があった。
カロリング朝時代にはホップで香味をつけたビールが知られていたらしいが、適切な配合比を求めるのが難しく急速には広まらなかった。ホップの使用が普及する前は種々のハーブを混合したグルートが使われた。グルートの防腐効果はホップのものよりも劣っていた。中世初期のビール醸造はおもに修道院でなされ、各家庭でも小規模に行われた。中世も半ばになると北ドイツで産声を上げたばかりの中世都市で醸造所が生産を担うようになった。醸造所は多くが従業員数8人から10人程度の小規模な家族経営であったが、生産の継続により設備更新の投資が可能になり、経験の蓄積により新しいレシピや醸造技術が備わった。このような操業形態はのちに14世紀オランダへと広がり、ついでフランドルやブラバントに普及し、15世紀にはイングランドに伝わった。中世終期になるとホップ入りビールが大変人気を集めた。イングランドやオランダ・フランドルなどでの一人当たり年間消費量はおよそ275－300リットルで、低アルコールのものは朝食時に、高アルコールのものは遅い時刻に、と事実上毎食消費された。ホップの特性が完全に引き出されるとビールは6ヶ月以上も保存できるようになり、大量に輸出することが可能になった。

### 蒸留物
古代ギリシャや古代ローマでもその技術は知られていたが、アラブ人が水冷のガラス製蒸留器をつかってこれを革新した12世紀ごろまで大規模にはおこなわれなかった。中世の学者は蒸留法が液体のエッセンスを抽出すると考えており、アクア・ウィータエ（aqua vitae、生命の水）は17世紀まであらゆる蒸留物一般をさす用語だった。さまざまな蒸留物の初期の使用法は、アルコールを含有するか否かを問わず多岐にわたったが、まず多いのが料理と医療目的であった。ブドウのシロップに砂糖と香辛料を混合したものはさまざまな疾患に処方された。バラの花弁を蒸留して得られるバラ水は香粧品・食材・手洗いに使用された。アルコールを含有する蒸留物（蒸留酒）は、綿片に浸して火を吐くアントルメ（コース料理の合間に出される一種の娯楽）に使うことがあった。動物に詰め物をして調理し、再度装飾して口にこの綿片を入れ、食卓に供する直前に点火した。
アルコールを含有する「生命の水」を中世の医師は高く評価した。1309年にヴィラノヴァのアルナルドゥスは、「健康を長続きさせ、余分な体液を排出し、心臓に活力を与え若さを保つ」と記している。中世後期にはドイツ語圏をはじめ各地で密造酒の製造が始まった。13世紀にはハウスブラント（Hausbrand：ゲブランター・ヴァイン gebrannter weinおよびブラントヴァイン brandweinという「燃焼した（蒸留した）ワイン」に由来する、「自家燃焼」の意）が普及し、これがブランデーのもとになった。中世末期には蒸留酒の消費が一般大衆に浸透していたため、15世紀後期にはその生産・販売の規制がはじまった。1496年にはニュルンベルク市が日曜日と公休日にアクアビット（Aquavit）の販売を禁じた。

## ハーブと香辛料

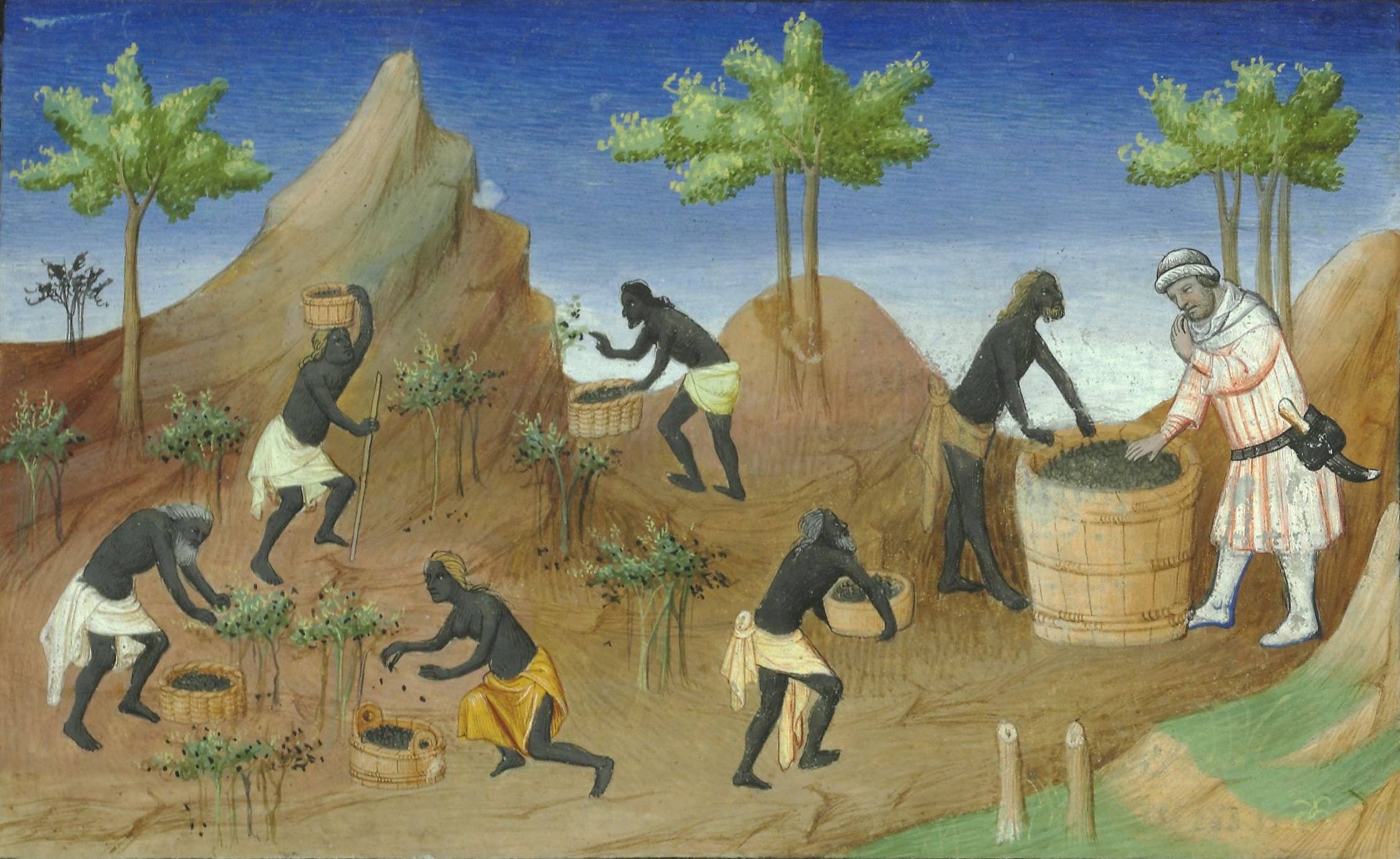
コショウの収穫。『東方見聞録』のフランス語版より。

中世ヨーロッパで手に入る品のうちで香辛料はもっとも贅沢なものの一つであり、黒コショウ・シナモン（そしてより安価シナニッケイの桂皮）・クミン・ナツメグ・ショウガ・クローブがよく出回った。これらすべてはアジア・アフリカから輸入されたためきわめて高価になった。中世後期を通じて毎年西ヨーロッパに約千トンの黒コショウと千トンのその他の香辛料が輸入されたと推計される。これらの商品には150万人分の穀物と同等の価値があった。もっとも普及していた香辛料はコショウだったが、もっとも高価なものは鮮やかな黄紅色と香りをかもすサフランだった。今日ではほとんど忘れられた香辛料には、カルダモンの近縁で中世北フランスの料理にまでみられたギニアコショウのほか、ヒハツ・メース・カンショウ・クベバなどがある。砂糖は今日とは違い、非常に高価なことと体液に与えるとされた性質から香辛料の一種とみなされていた。
セージ・マスタード・パセリやキャラウェイ・ミント・ディル・フェンネルなどはヨーロッパ全土で栽培され料理に使われた。アニスは魚料理や鶏肉料理の香り付けに使われ、種は砂糖をからめてコンフィットという砂糖菓子として供された。マスタードは特に食肉製品によく用いられ、ヒルデガルト・フォン・ビンゲンは貧者の食物と記している。地元で栽培されたハーブは廉価で、上流社会の料理にもつかわれたが、香辛料に次ぐ副次的な調味料としてか、ただの彩りにつかわれただけらしい。中世の料理人が劣化した肉の味を誤魔化すために黒コショウなどの香辛料をふんだんに使ったという話は、今日よくある思い違いである。中世の祝宴は主人の財力と寛大さを見せびらかすための料理のイベントであり、貴族の多くが肉・魚・海産物の新鮮なものや保存加工したものを各種並べたものであり、消尽というに相応しいほど高価な香辛料を安価な腐りかけの肉に使うなどは頓珍漢な話であろう。

## 菓子とデザート
「デザート」という語は古フランス語のデセルヴィ（desservir、「テーブルを片付ける」または「給仕しない」）に由来し、中世に始まる。中世のデザートはドラジェ・香辛料などを添加したワイン・熟成したチーズからなるものが典型的で、中世後期には砂糖・ハチミツ・シロップをかけた新鮮な果実や果実を煮詰めたペーストも加わった。いろいろなフリッター・甘いクレープ・甘いカスタードとダリオール（アーモンドクリームを詰めた折りパイ生地を小さな型に入れて焼いた菓子）・アーモンドミルクや、ペイストリーに入れて焼いた卵などがあり、これには果実・骨髄・魚が入ることもあった。ドイツ語圏では、パン生地に甘味や塩味の詰め物をして油脂で揚げた菓子クラップフェン（krapfen）がことに好まれた。いろいろな種類のマルチパンはイタリアやフランス南部で1340年代までには知られているが、その起源はイスラム世界らしい。アングロ=ノルマン社会の料理本には、イチゴ・サクランボ・リンゴ・プラムをつかった甘く風味のよいカスタード・ポタージュ・ソース・タルトが満載されている。イングランドのシェフはまたバラやニオイスミレ、ニワトコの花弁を使うことを大変好んだ。初期のキッシュの形態は、14世紀のレシピ集『フォーム・オブ・カリー』のなかのチーズと卵黄をフィリングにしたトルト・ド・ブリー（Torte de Bry）にみることができる。
北部フランスではイシュ・ド・ターブル（issue de table、「テーブルから離れること」つまり食後）には多種多様なワッフルやウエファーをチーズと食べ、ヒポクラスか甘いマルムジーを飲んだ。ショウガの砂糖煮・コリアンダー・アニスの実・その他の香辛料がエピス・ド・シャンブル（épices de chambre、応接間の香辛料）として供され、腹に「蓋をする」ため、消化促進用に食べられた。スペインのムスリム同様、シチリア島を征服したアラブ人はさまざまな菓子とデザートを持ち込み、後にこれらがヨーロッパ各地に伝わった。モンペリエのようにシチリア島はかつてコンフィットやトッローネというヌガーキャンディー、コンフェッティ（confetti、アーモンドを飴で固めた菓子）で有名だった。南方からアラブ人は後にシャーベットの原型となった氷菓製造の技法とケーキやペイストリーを持ち込んだ。マルチパン・スポンジケーキ・甘味をつけたリコッタでつくるカッサタ・アッラ・シチリアーナ（cassata alla Siciliana）の名は、成型の際使うテラコッタのボウルを意味するアラビア語のカサー（qas'ah）に由来する。油脂で揚げてから冷ました筒状のペストリーに甘味をつけたリコッタチーズをつめたカンノーロは、かつてはカッペッリ・ディ・トゥルキ（cappelli di turchi、トルコ人の帽子）と呼ばれていた。

## 食生活の規定

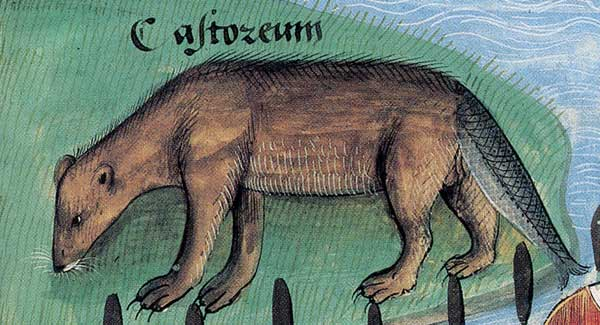
中世では、ビーバーの尻尾は魚のような性質を持ち、斎の日でも食べることができると信じられていた。Livre des simples médecines、1480年頃

地中海沿岸の文化では、古代からさまざまな種類の麦を中心とした穀物が料理の主役だった。ポリッジやグリュエル（薄い粥または重湯）、そして後にはパンが主食となり、大部分の人のカロリー摂取の多くを占めていた。8世紀から11世紀に懸けて食事の中で穀物が占める割合は1⁄3から3⁄4にまで高まった。中世を通して穀物への依存度は高く、その傾向はキリスト教の興隆にともない北方へも広がった。しかし冷涼な地域では、穀物は高価で手の届かない場合も多く、上流階級のものとされていた。聖餐式などの宗教儀式のなかでパンが中心的な役割を果たしていることから食品の中でパンが特に高い地位を与えられていたことが分かる。他にこのような価値を持つ食品はオリーブオイルとワインのみだったが、両方ともオリーブやブドウが栽培できる温かい地域以外では非常に高価だった。生命と財産の象徴としてのパンの例をアウグスティヌスの説教に見出すことができる。
| 「 | このパンとはあなたの歴史のことです … あなたは主の脱穀の場に運ばれ脱穀されます … 教義を教わる（カテキズム）前のあなたは穀倉に蓄えられている穀物のようなものです … 洗礼盤であなたは一つのパン生地となります。聖霊のオーブンで焼かれてあなたは神の本物のパンとなります。 | 」 |

### 教会
ローマ・カトリック教会と東方正教会およびそれぞれが作成した暦は食習慣に大きく影響した。大多数のキリスト教徒は一年の三分の一の期間、肉の消費を禁じられ、卵や乳製品など魚を除くすべての動物性食品は四旬節と斎期間中の食用を禁じられた。さらに慣習として全市民は聖餐式に先立ち斎を行ったが、このような斎はときに全日におよび、完全な禁欲をともなった。
東西の教会はいずれも祝祭と斎を交互にすべきであると規定した。ヨーロッパのほぼ全域で水曜日・金曜日・時には土曜日やその他四旬節や待降節などが斎の日だった。肉と乳・チーズ・バター・卵などの動物性食品は許されず、魚だけが食された。斎には肉体に禁欲を強いて魂を鼓舞し、肉体が精神よりも劣ったものだという中世の教義を強化し、キリストの犠牲が人類のためであったと想起させるねらいがあった。これは特定の食品が不浄というわけではなく、節制が克己のための精神的修養であることを強調したものである。厳しい斎の期間には食事の回数も一回に減らされた。ほとんどの人々がこのような規制に敬意を払い、これを破れば悔悛していたとしても、抜け道はたくさんあった。ある研究者は理想と実践の衝突を巧みに要約している。
| 「 | 無闇に複雑な法規制の網をかけ自分自身がその罠に落ちてしまい、頭を振り絞り知恵と熱意で問題をすり抜けようとするのは人間本来の性向である。四旬節は挑戦であり、目的は抜け穴を探し出すことだった。 | 」 |

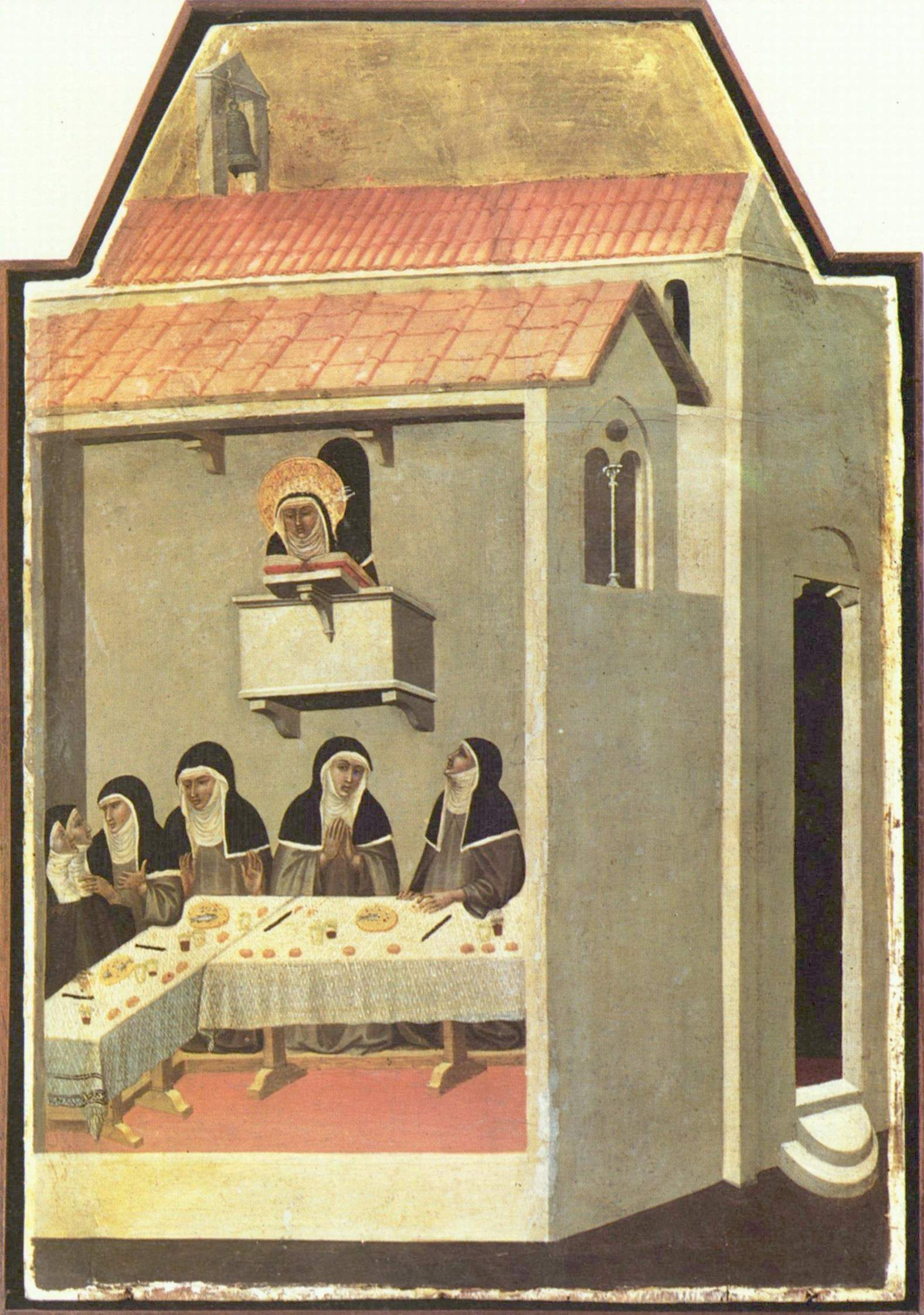
聖書を朗読しながら、修道女たちが静かな食事をとる。意思の疎通には手振りを用いる。The Life of Blessed Saint Humility (ピエトロ・ロレンツェッティ、1341年) の一場面。

悔悛時に動物性食品は避けられたが、現実的な妥協がしばしば図られた。「魚」の定義はしばしばクジラ・カオジロガン・ニシツノメドリ・ビーバーなど水生・半水生動物まで拡張された。素材の選択は限られたにせよ、食膳が質素だったわけではなかった。飲料や菓子の適度な摂取にはいかなる規制もなかった。上流階級の食卓は肉食が禁止された日でもすばらしかったに違いなく、肉・チーズ・卵の巧みな模倣品が並ぶ幻想の食卓は人気があった。魚は鹿肉にみえるように型取りされ、卵の殻に魚卵とアーモンドミルクを詰め炭火で加熱して偽の卵が作られた。ビザンティウムの教会はこれに対し強硬な立場をとり、聖職者が料理に工夫を凝らさぬよう戒めたが、ローマ教会はこの点では柔軟な姿勢を見せた。厳しい斎に対する市井の信徒の不満は尽きなかった。四旬節の期間中、王も学童も、平民も貴族も、みな自分の罪をまじめに沈思する長くつらい日々に肉を断たれる不満を表した。四旬節に家畜の持ち主は「四旬節と魚の骨で包囲され」ていらいらした空腹の犬を見張るよう警告された。
13世紀からはより厳格に断食を解釈しようとする傾向が見られる。貴族は断食日には肉を食べないようにしていたが、立派な食事を取った。魚がハムやベーコンに姿を変えて肉に取って代わり、アーモンドミルクが本物の乳の高価な代用品となり、卵は高価なスパイスで色と味が付けられた偽の卵だった。ベネディクト派修道会では、ある宴会の日には16皿ものコース料理が振舞われ、その豊かさは貴族の食卓を凌ぐほどだった。斎の免除がとてもゆるく定義された集団に対してしばしば適用される例があった。トマス・アクィナス（1225-1274年頃）は子供・高齢者・巡礼者・労働者・物乞いは斎を免除されるべきだと考えていたが、雨露よけの庇がある貧者はこれにあてはまらないとした。修道会には断食の規制に関して聖書の解釈に工夫をくわえるものがいたことが多く記録されている。病人が断食から除外されていたので、断食の規制は食堂にのみ適用されるという見解がしばしば導き出され、修道士たちは食堂ではなく後の免戒室で断食日の食事を摂ったりしていた。新任のカトリック修道会当局者は断食回避の問題を単に道徳的批判ばかりではなく、断食日に肉抜きの上質な食事を用意することで改めようとした。

### 階級による制約
中世の社会は階層化され階級により厳しく分断された世の中だった。飢饉が頻発し、社会的ヒエラルキーが容赦なく強化された時代において、食物は今日の先進国では匹敵する物が無いほど重要な社会的ステータスの指標だった。通常、社会は三つの階級つまり貴族、僧侶、労働者の大半を占める平民から構成されると考えられていた。階層間の関係には厳格な上下関係があり、貴族と僧侶は平民に対し世俗的及び霊的な優越性を持つとされていた。貴族と僧侶の中にも王、教皇から公爵、主教そしてその配下の従者、牧師に至るまで、それぞれ多くの階層があった。一般に人はその生まれた階級に属し、支配階級の権威に従うことを求められていた。政治的な権力は統治によってのみではなく富を通じても示されるべきだと考えられていた。貴族は異国の香辛料で味付けした新鮮な狩の獲物の肉を洗練されたテーブルマナーで食することが当然と考えられていたし、肉体労働者はエチケットを心得ることは期待されておらず、ごわごわした大麦のパンと塩漬けの豚肉や豆で間に合わせるべきだとされていた。こういった考えはイデオロギー的にも政治的にも、あるいは食生活の規範という形でも強化されていた。貴族や地位の高い聖職者の食事は、経済的な豊かさの表れという以上に洗練された身体の維持のために必要なものとされていた。貴族の消化器は粗野な小作人や家来のそれより繊細でより上質な食物を必要とすると考えられていた。
中世後期には商人や貿易業者の一部が富を蓄え中流階級を形成し、上流階級を模倣するようになった。それは、貴族と下層階級の象徴的な壁の一部が崩されることを意味した。これに対し二通りの反応が起きた。片方は階級にふさわしくない食事を摂る事による危険を説く教訓話であり、もう片方は庶民の食事の豪華さに制限を掛けようとする奢侈禁止令であった。

## 中世の食事療法
中世の医学は上流階級の健康や栄養の増進に関する考え方に大きな影響を与えた。食習慣・運動・適切な社会行動・裏づけのある医療などの生活様式は健康に至る道であり、あらゆる種類の食品は人の健康に影響を与える何らかの特性をもつとされた。ガレノスが提唱した四体液説は古代後期から17世紀まで西洋医学に支配的な影響力を残し、どの食品も熱・冷と乾・湿の尺度で分類されていた。中世の学者は消化作用を調理と類似の作用であると考えた。腹の中の食物の変化は料理人が先に施した調理の続きであると見られていた。食物を適切に「調理」して栄養素がきちんと吸収されるように、正しい順序で腹を満たすのが重要だった。消化しやすい食品を初めに摂取し、次いで徐々に腹持ちのいい料理に移行した。この養生法を軽んじると消化しにくい食物が腹の底に沈んで消化管を塞ぎ、その結果食物がごくゆっくり消化され身体の腐敗を生じ、胃の中に悪い体液を引き込むと思われていた。また性質が合わない食物を混ぜない（合食禁）こともきわめて重要だった。
食事の前に熱乾性のアペリティフ（apéritif、ラテン語のaperire「開く」に由来）で腹を「開く」のが望ましいとされた。ショウガ・キャラウェイ・アニスの実・フェンネル・クミンなどの香辛料を砂糖やハチミツで被覆した糖菓、ワイン、砂糖などをいれ栄養分を強化した乳飲料などがこれに相当した。一度開いた腹は食事の終わりに消化がよいもので「閉じ」なければならないが、これにはドラジェ（中世のものは香辛料の効いた砂糖の塊だった）、ヒポクラス（香辛料で香り付けしたワイン）、それに熟成したチーズを出すのが普通だった。
理想的な食事は消化しやすい果実で始まったらしい。次に出るのはレタス・キャベツ・スベリヒユ・ハーブ類・湿性の果実・ニワトリやヤギの仔などのあっさりした肉・ポタージュ・ブイヨンなどであった。これに豚肉や牛肉などの消化が遅い肉に野菜やセイヨウナシ、それにクリなど消化が遅いと思われる堅果類が続いた。熟成したチーズや消化を助けるもので食事を終わらせるのが医師の奨めもあり好まれた。
もっとも理想的な食事は人間の体液にもっとも適合したものであり、言い換えれば温湿性のものであった。食物は切り刻み・挽き・つぶし・濾して文字通りすべての素材が混ぜ合わされるのが望ましかった。白ワインは赤ワインより冷性であると考えられ、同じ対比が赤白の酢についても適用された。乳は中庸で温湿性であったが、別の動物では乳の性質も違うと考えられた。卵黄は温湿性だが卵白は冷湿性と考えられた。腕のいい料理人には体液医学に基づく養生法の適用が期待された。これにより食物の組み合わせに制限が掛けられたにせよ、芸術的展開の余地はいくらでもあった。

## 地方の特色
近世や現代の料理の特徴である郷土料理にあたるものは今日残る数少ない文献からははっきりしない。その代わり中世の料理には他民族との境界や、後の国境が各地方の標準的な食事を特徴付ける穀類や油に表れていた。土地による食物の違いはヨーロッパ各地の気候、政府、地域の習慣の違いによる所が大きかった。包括的な一般化は避けるべきだが、特定の食物が広まっていた地域はおおまかには分かっている。ブリテン諸島、フランス北部、ネーデルラント、ドイツ語圏、スカンジナビア、バルト海沿岸地域の気候はブドウやオリーブの栽培には寒すぎた。南部では貧富にかかわらずワインが一般的な飲物だった（ただし、庶民は二番絞りの安いワインを飲んでいた）。それに対して北部ではビールが一般的で、ワインは高価な輸入品だった。現代一般的な種類とは異なるが、柑橘類やザクロは地中海沿岸で一般的だった。干しイチジクやデーツは北部にももたらされたが、料理に使われることは稀だった。
オリーブオイルは地中海地方ではありふれた食材だったが、北部ではケシの実油、クルミ油、ヘーゼルナッツ油が手頃な代用品となった。黒死病が流行した時の著しい致死率の後、バターとラードが北ヨーロッパと北西ヨーロッパ、特にネーデルラントで大量に使われた。ヨーロッパ中の中流階級以上の料理にはアーモンドが普及し、卵や動物の乳の代用になるなど用途の多いアーモンドミルクの形で使用された。但し苦いビター種が現れたのはもっと後になってからであった。